# Prædikestol (maritim)
En prædikestol på et skib er et kraftigt, permanent fastgjort stålgelænder, fastboltet til dækket over stævnen. 
Prædikestolen kaldes også pulpit.